# تل سخاوت
تل سخاوت مربوط به سدهٔ ۷ و ۸ ه.ق است و در شهرستان شیراز، بخش ارژن، دهستان قره چمن، روستای خانه زنیان، کوچه روبروی کمیته امداد امام خمینی واقع شده و این اثر در تاریخ ۳۰ بهمن ۱۳۸۶ با شمارهٔ ثبت ۲۰۹۸۵ به‌عنوان یکی از آثار ملی ایران به ثبت رسیده است.